# Shinobi Shaw
Shinobi Shaw, también conocido como el Rey Negro del Club Fuego Infernal, es un supervillano ficticio que aparece en los cómics estadounidenses publicados por Marvel Comics. El personaje generalmente se representa como un adversario de los X-Men y sus equipos afiliados. Creado por Chris Claremont, Jim Lee y Whilce Portacio, el personaje apareció por primera vez en X-Factor No. 67 (junio de 1991). Es el hijo del antiguo Rey Negro Sebastian Shaw y es un mutante con la capacidad de controlar la densidad de su propio cuerpo.

## Biografía ficticia
Shinobi es el hijo adoptivo de Sebastian Shaw, el líder del Club Fuego Infernal. En su primera aparición, se revela que Shinobi participó en una serie de maquinaciones financieras para arruinar a su padre, y después de llevarlo a la bancarrota, intenta matarle usando sus poderes para inducir un ataque cardíaco en Sebastian y luego volar su casa. Shaw pudo tomar brevemente el control del Club Fuego Infernal, asumiendo el manto de Rey Negro. En sus primeros años, Shinobi a menudo se rodeaba de hombres y mujeres con poca ropa.
Shaw era miembro de Upstarts, un grupo formado por Siena Blaze, Graydon Creed, Fabian Cortez, Trevor Fitzroy y los miembros en prueba Andreas y Andrea Strucker (de Fenris). Fueron manipulados por el Gamemaster y originalmente Selene, pero el grupo rápidamente se volvió contra ella. El grupo participa en un elaborado juego, en el que cazan y matan a los objetivos asignados para obtener puntos. Durante uno de estos juegos, los advenedizos apuntan a los miembros supervivientes de los Nuevos Mutantes y los Hellions, pero son derrotados por las fuerzas combinadas de X-Force y los Nuevos Guerreros.
Casi al mismo tiempo, ansioso por devolver el Círculo Interno a su antigua gloria, Shaw se acerca a Betsy Braddock y Warren Worthington, tratando de convencerlos de que se conviertan en parte del grupo. Sin embargo, ambos X-Men se niegan. Aún operando con el Club Fuego Infernal, organiza un intento de asesinato del editor del Daily Bugle, J. Jonah Jameson, pero su juego de poder se ve frustrado por Spider-Man y algunos miembros de los X-Men.
Después de enterarse de que su padre estaba vivo, Shinobi presumiblemente por temor a represalias por su intento de asesinato, abandonó todas sus posiciones heredadas y regresó a un modo de vida más reservado, lo que le permitió a Sebastian tomar el control del Club Fuego Infernal. Shinobi luego trabajó con Espiral y Mindmeld mientras experimentan con los hermanos de Karma. Sin embargo, su asesino personal Clear-Cut lo traicionó y ayudó a X-Force a derrotarlo.
Como resultado de las acciones de la Bruja Escarlata, casi todos los mutantes del mundo fueron despojados de sus poderes. Se confirma que Shinobi es uno de los pocos mutantes que retuvieron sus poderes después de la historia de Decimation de 2005.
Cuando Selene intentó ascender a la divinidad, se reveló que Shinobi en algún momento fue encontrado y asesinado por su padre, ya que Selene lo resucitó con el virus tecnoorgánico y lo envió con Harry Leland a matar a su padre y a Donald Pierce. Selene finalmente fue derrotada y el destino de Shinobi quedó incierto, ya que no se sabía si estaba entre los mutantes teletransportados a Genosha por Blink para servir como sacrificio a Selene o si estaba entre los que lograron escapar de Utopía.
Más tarde se revela que Shinobi está vivo y reunió a los Upstarts nuevamente para matar a los Nasty Boys, con el fin de atraer a los X-Men. Los Upstarts son neutralizados rápidamente y, después de descubrir que los X-Men estaban trabajando sin saberlo para Emma Frost, Shinobi usó sus propios poderes mutantes para suicidarse pasándose la mano por la cabeza antes de murmurar que Emma Frost no lo atrapará.
En el relanzamiento de los cómics de X-Men en 2019, Shinobi fue resucitado en Krakoa por Los Cinco y puesto bajo el cuidado de su padre, quien lo nombró Obispo Negro de Hellfire Trading Company. Shinobi desconocía las circunstancias de su muerte y su padre le dijo que Emma Frost y Kate Pryde conspiraron para matarlo.
Después de que matan a Kate Pride y se revela la traición de Shaw a través de Lockheed, Emma inmediatamente llama a Callisto para que vaya tras Shinobi, quien se estaba reuniendo con Christian Frost. Con Cal como su guardaespaldas, Emma lee la mente de Shinobi y descubre que no estaba al tanto de las intenciones de su padre.  Emma luego hace una excavación en Sebastian al cuestionar su parentesco con Shinobi.
Se revela que Shinobi es, de hecho, el hijo ilegítimo de Harry Leland.

## Poderes y habilidades
Shinobi Shaw es un mutante que puede alterar la densidad de su cuerpo de duro como un diamante a intangible. Por lo general, lo usa como un medio de escape, pero también puede usar la intangibilidad para llegar al corazón de un oponente e inducir un ataque al corazón, sin ningún efecto adverso en el propio Shaw.

## Otras versiones
Shinobi Shaw apareció en el título de Ultimate X-Men, como el novio de Emma Frost. Es miembro de la Academia del Mañana, además del Club Fuego Infernal. Uno de sus agentes, Gerald Levine, actualmente está espiando al Instituto Xavier y a Marvel Girl, bajo sus órdenes. Al visitar la escuela, Shinobi y Gerald atacaron a Jean en un intento de capturar al Dios Fénix. Esto fracasó, ya que el Fénix se defendió, y tanto Shinobi como Gerald fueron puestos bajo custodia policial. Más tarde, se revela que Emma también es miembro del Club Fuego Infernal en secreto.
Más tarde en Ultimate Comics: The Ultimates, se ve a Tony Stark y Jarvis saliendo de una fiesta para Shaw en Tokio para responder a una emergencia de Nick Furia.

## Otros medios
Originalmente, se planeó que Shaw y otros aparecieran en Dark Phoenix con una alineación fiel a los cómics que constaba de él mismo, Friedrich von Roehm, los Hermanos Strucker, Harry Leland, el regreso de Emma Frost y Loto Rojo, aunque fueron eliminados de la película.